# 9413 Eichendorff
9413 Eichendorff è un asteroide della fascia principale. Scoperto nel 1995, presenta un'orbita caratterizzata da un semiasse maggiore pari a 2,3445123 au e da un'eccentricità di 0,1909391, inclinata di 4,09141° rispetto all'eclittica.
Fa parte della famiglia di asteroidi Nisa.
L'asteroide è dedicato al poeta tedesco Joseph von Eichendorff.